# Ishaq al-Mausili
Ishaq al-Mausili (arabisch إسحاق الموصلي, DMG Isḥāq al-Mawṣilī, geb. 776/772, gest. 850) war zeitlebens ein bedeutender Dichter und der führende Musiker im Abbasiden-Kalifat. Bis zu seinem Tod wirkte er am Hofe von sechs Abbasiden-Kalifen in Bagdad und Samarra, beginnend in der Zeit von Harun al-Raschid (reg. 786–809), bis zu seinem Tod während der Herrschaftszeit von al-Mutawakkil (reg. 847–861). Er besaß ein eigenes Etablissement, in dem er sich der Ausbildung von Sängersklavinnen widmete.
Al-Mausili tritt in der arabischen Literatur unter anderem in den Geschichten aus Tausendundeiner Nacht in Erscheinung.

## Leben und Werk als Dichter und Musiker

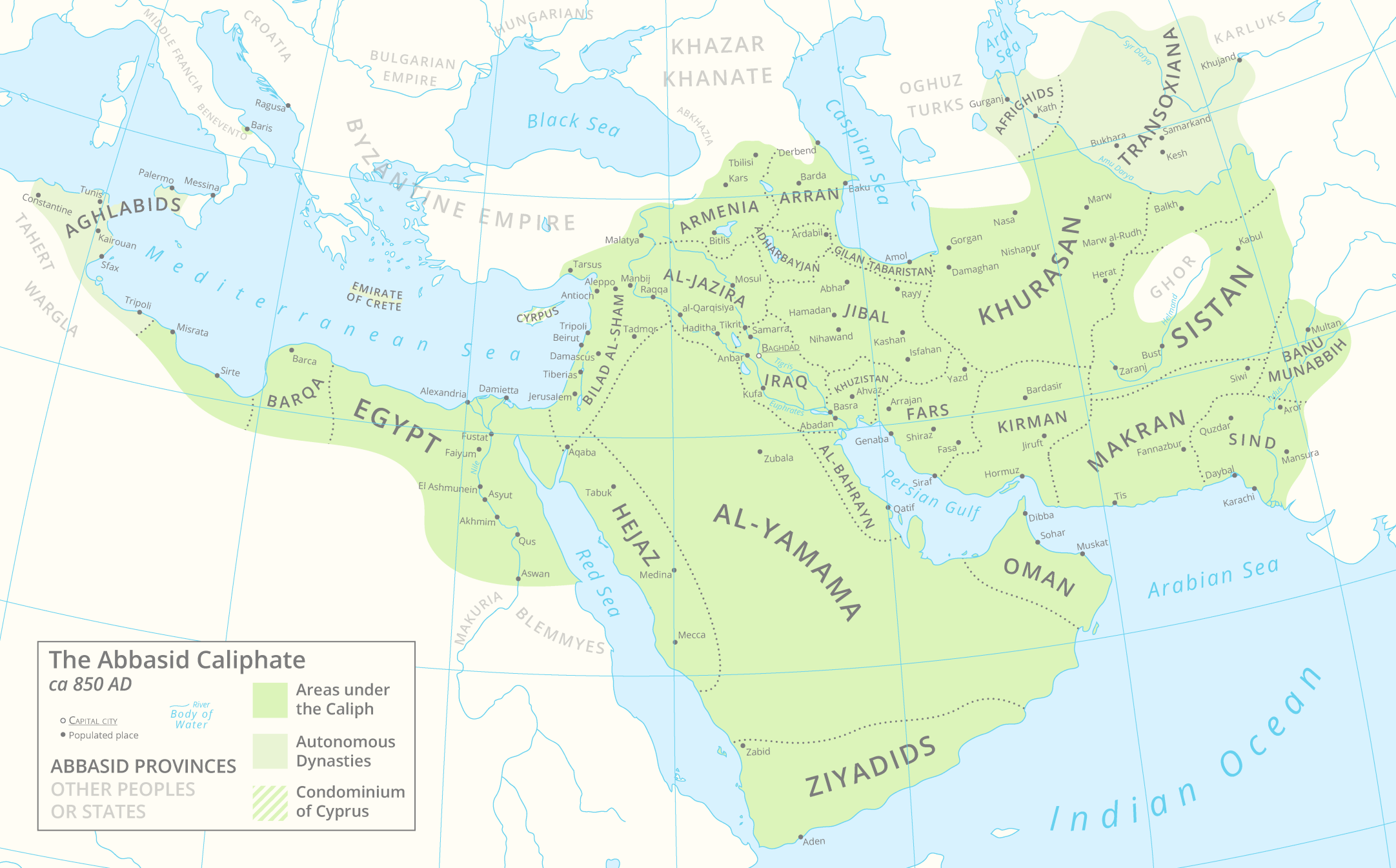
Das Abbasiden-Kalifat zur Zeit von Ishaq al-Mausili.

Ishaq al-Mausili war ein Sohn von Ibrahim al-Mausili (742–804) und genau wie dieser ein berühmter Dichter und Musiker. Zu seinen Lehrern zählten für Koran, Hadith und Literatur unter anderem Huschaim bin Basir, al-Kisa'i, al-Farra', al-Asmai'i und Abu 'Ubaida. Sein Vater, sein Stiefbruder Zalzal und die berühmte Sängersklavin Atika bint Schuhda. Al-Mausili wirkte am Hof von sechs Kalifen der Abbasiden, beginnend unter dem fünften Kalifen Harun al-Raschid über al-Amin, al-Ma'mun, al-Mu'tasim, al-Wathiq bis al-Mutawakkil (reg. 847–861).
Al-Mausili war ein Vertreter des klassisch-konventionellen Musikstils und Verteidiger der alten Dichtkunst; er wandte sich entschieden gegen moderne Dichter. Sein musikalischer Gegner war Ibrahim ibn al-Mahdi (779–839). Während der Herrschaftszeit von al-Wathiq gab er eine Sammlung von einhundert Liedern heraus, an der bereits sein Vater gearbeitet hatte; ebenso schrieb er biographische Werke über Musiker. Zu seinen Schülern gehörte Ali bin Yahya bin al-Munaddschim.

## Ausbilder von Sängersklavinnen

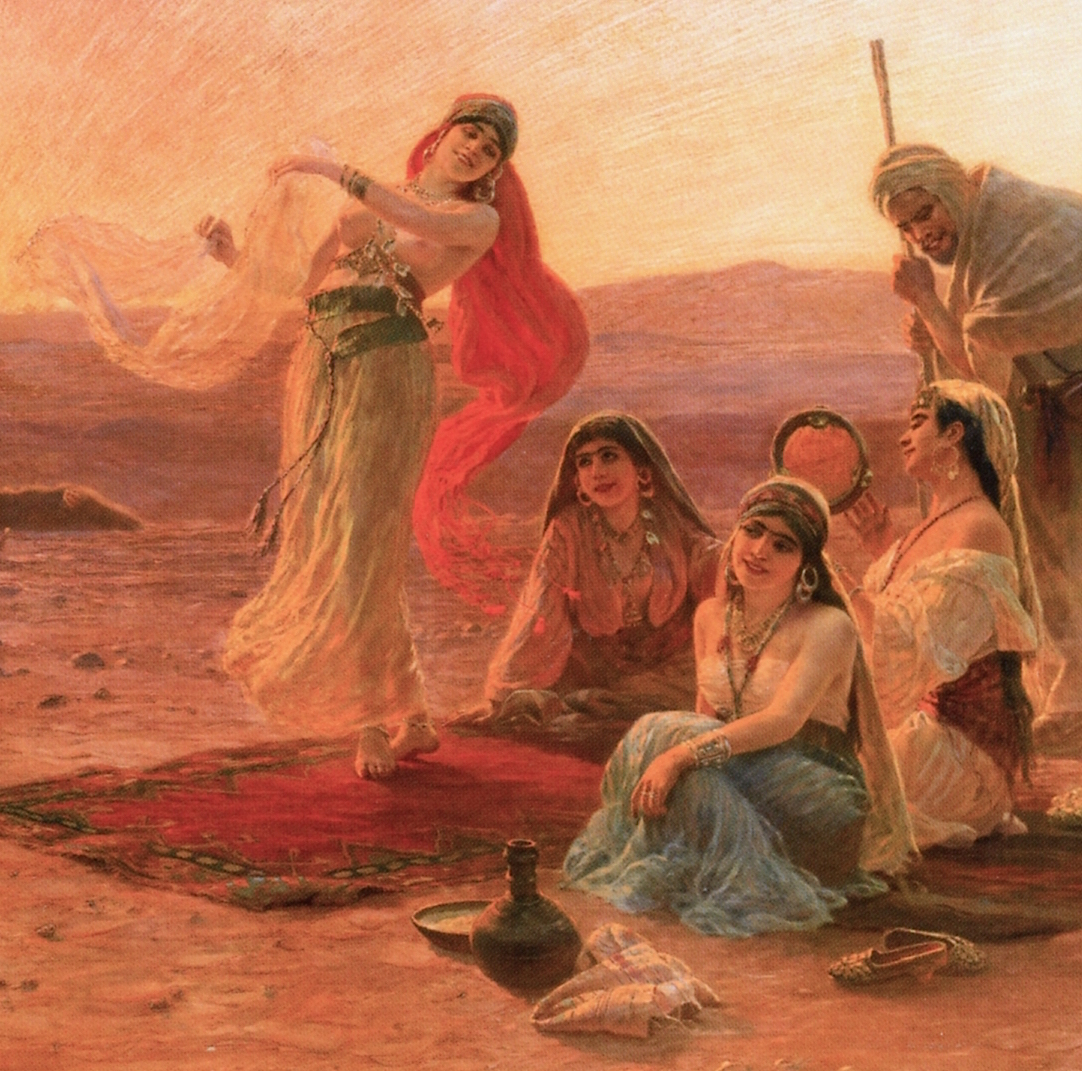
Sängersklavinnen. Gemälde von Otto Pilny (1866–1936).

Neben seiner Dicht- und Musikkunst besaß al-Mausili ein eigenes Etablissement, wo er junge Mädchen und Frauen zu Sängersklavinnen ausbildete, die an die Kalifen und gesellschaftliche Elite im Abbasidenkalifat verkauft wurden. Die Tausendundeine-Nacht-Geschichte Die Sklavin Tuhfat al-Qulub (ANE 339) schildert seine Ausbildung der fiktiven Sängersklavin Tuhfat al-Qulub.
Er war Lehrer bzw. Ausbilder von folgenden Sängersklavinnen:
- Raiya
- Sukūn

Von weiteren ist zumindest bekannt, dass er mit ihnen in Kontakt stand, so mit
- Atika bint Schuhda
- Farida al-Saghir
- Rabi'a

## Auftreten in der Literatur
Al-Mausili tritt – wie sein Vater Ibrahim al-Mausili – in der arabischen Literatur unter anderem in den Geschichten aus Tausendundeiner Nacht in Erscheinung. Neben kleineren Erwähnungen ist er eine wichtige Handlungsfigur in den Geschichten Ishaq al-Mausili, die Sklavin und der Kaufmann (ANE 142), Ishaq al-Mausili, die Sklavin und der Teufel (ANE 221) und Die Sklavin Tuhfat al-Qulub (ANE 339).

## Privatleben
Hammad, ein Sohn von Ishaq al-Mausili, berichtet, dass sein Vater in seine Sklavin Raiya verliebt war bzw. sie sexuell begehrte; später verkaufte er sie an den Kalifen al-Mutawakkil.

### Arabische Primärquellen
- Ibn Fadlallah al-Umari (1301–1349): Masālik al-abṣār fī mamālik al-amṣār. Ins Deutsche teilübersetzt von Yasemin Gökpinar: Der ṭarab der Sängersklavinnen: Masālik al-abṣār fī mamālik al-amṣār von Ibn Faḍlallāh al-ʿUmarī (gest. 749/1349): Textkritische Edition des 10. Kapitels Ahl ʿilm al-mūsīqī mit kommentierter Übersetzung, Ergon Verlag, Baden-Baden 2021.

### Sekundärliteratur
- Yasemin Gökpinar: Der ṭarab der Sängersklavinnen: Masālik al-abṣār fī mamālik al-amṣār von Ibn Faḍlallāh al-ʿUmarī (gest. 749/1349): Textkritische Edition des 10. Kapitels Ahl ʿilm al-mūsīqī mit kommentierter Übersetzung, Ergon Verlag, Baden-Baden 2021.